# Gran pavese

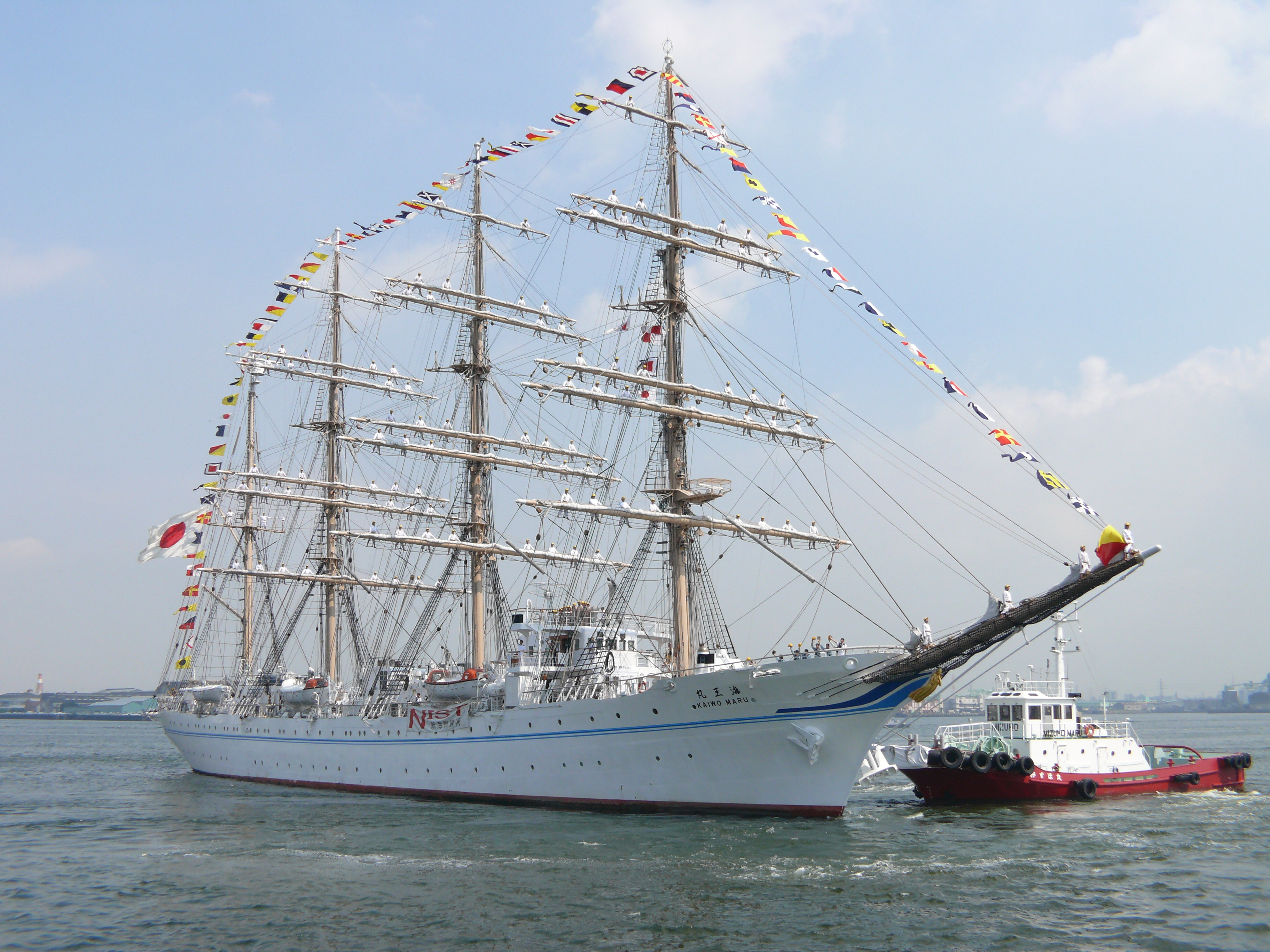
La nuova Kaiwo Maru col gran pavese issato.

Il gran pavese (per alcuni semplicemente pavese, più tecnicamente Gran Gala di Bandiere) è una serie di bandiere che le navi innalzano in caso di particolari solennità.

## Storia
L'etimologia è incerta; potrebbe essere riconducibile alla città di Pavia. A Pavia si festeggiavano i vari signori che venivano in visita alla città, esponendo sui bastioni del castello Visconteo degli enormi scudi con i colori degli ospiti.
Sarebbe stato però Pasino Eustachi, dopo aver sconfitto in una battaglia navale la Serenissima dando la vittoria al Ducato di Milano, a esporre per primo sulle imbarcazioni che tornavano a Pavia tutte le bandiere conquistate, assieme a quelle delle signorie amiche. L'episodio sarebbe forse riferibile alla battaglia fluviale avvenuta il 23 giugno 1431 sul Po nei pressi di Cremona, dove una squadra navale milanese del duca Filippo Maria Visconti comandata da Pasino, della famiglia pavese degli Eustachi, sconfisse una squadra veneziana di 85 galee cariche di armati, diretta ad assediare Pavia. Per la clamorosa vittoria, nel ritorno Pasino avrebbe fatto issare sulle navi ogni tipo di tela variopinta in segno di esultanza, comprese le uniformi degli ufficiali catturati.

## Ordine delle bandiere
L'ordine delle bandiere nel Gran Pavese è codificato e non tutte le bandiere del CIS sono utilizzate.
Con due serie di bandiere:
- 2ª Sostituta, Intelligenza, A, U, J, S, P3, R, L, T, H, P2, I, Y, V, N, P4, W, P, Z, K, P5, X, O, M, B, P1 (in posizione centrale); poi B, M, O, X, P5, K, Z, P, W, P4, N, V, Y, I, P2, H, T, L, R, P3, S, J, U, A, Intelligenza, 2ª Sostituta.

Con una serie di bandiere:
- 2ª Sostituta, Y, W, U, S, P6, Q, O, M, P4, K, I, G, P2, E, C, A, P1 (in posizione centrale sotto la Bandiera Nazionale), B, D, F, P3 H, J, L, P5, N, P, R, P7, T, V, X, Z, Intelligenza